# Ingefärspäron
Ingefärspäron är en efterrätt som finns i många lokala varianter. Den består av päron inlagda i en lag av vatten, socker och ingefära. Traditionellt får päronen sjuda länge i lagen tillsammans med bitar av ingefära. Den serveras vanligen med glass eller vispad grädde. Ibland smaksätts rätten eller vispgrädden med konjak. Förr brukade ingefärspäron serveras efter en söndagsmiddag med kalvstek.